# Linia kolejowa nr 146
Linia kolejowa nr 146 – linia kolejowa łącząca posterunek odgałęźny Wyczerpy ze stacją Chorzew Siemkowice, zaliczona do linii o znaczeniu państwowym. Zarządcą linii są PKP PLK. W latach 2012–2024 odbywał się na niej wyłącznie ruch towarowy. Od grudnia 2024 został przywrócony ruch pociągów osobowych. Jest to linia pierwszorzędna, dwutorowa na odcinku Wyczerpy–Rząsawa; na pozostałym odcinku jednotorowa.
Wybudowana w 1939 roku, zelektryfikowana w 1974 roku.

## Stan techniczny
Prędkość konstrukcyjna na linii wynosi 120 km/h, natomiast aktualnie (2020) maksymalna prędkość rozkładowa na całej linii – z wyjątkiem odcinka od km 43,845 do km 49,145 – wynosi 100 km/h; sieć trakcyjna YC120-2C pozwala na rozwijanie prędkości 120 km/h. Z powodu postępującej degradacji szlaków konieczne było wprowadzenie licznych ograniczeń prędkości. Na odcinku Wyczerpy – Rząsawa prędkość szlakowa wynosiła 40 km/h, natomiast od stacji Rząsawa do granicy Zakładu Linii Kolejowej w Częstochowie 60 km/h. Od granicy Zakładu Linii Kolejowych w Tarnowskich Górach do stacji Chorzew Siemkowice prędkość szlakowa wynosiła 50 km/h.
3 listopada 2016 r. ogłoszono przetarg na zaprojektowanie i wykonanie robót w ramach projektu POiŚ prace na linii kolejowej nr 146 na odcinku Wyczerpy – Chorzew Siemkowice, w ramach których przebudowana miała być nawierzchnia torowa, wymienione rozjazdy, wzmocnione podtorze i wyremontowane obiekty inżynieryjne. Przetarg obejmował także likwidację niektórych przejazdów kolejowo-drogowych oraz małej architektury pasażerskiej, ponieważ na linii nie przewidywano reaktywacji ruchu pasażerskiego mimo protestów części stowarzyszeń. Modernizacja zakładała dostosowanie linii do prędkości 120 km/h oraz korektę układu geometrycznego toru spowodowaną likwidacją peronów wyspowych. Przeciw likwidacji przystanków na linii wypowiedziały się częstochowska Rada Miasta i łódzki Urząd Marszałkowski.
Umowę na realizację prac podpisano 5 czerwca 2017 roku, a w maju następnego roku podpisano umowę uzupełniającą na wymianę sieci trakcyjnej na całej linii. Od 15 grudnia 2024 został przywrócony ruchpociągów osobowych.

## Punkty eksploatacyjne
- Wyczerpy (posterunek odgałęźny, brak postoju)
- Rząsawa
- Mykanów
- Cykarzew Stary
- Cykarzew
- Ważne Młyny
- Brzeźnica nad Wartą
- Pieńki Dubidzkie
- Dubidze
- Wistka
- Biała Szlachecka
- Chorzew Siemkowice

## Charakterystyka linii
- Kategoria linii: pierwszorzędna
- Liczba torów:
  - jedno- i dwutorowa
- Sposób wykorzystania: czynna
- Elektryfikacja w 1974:
  - w całości zelektryfikowana
- Szerokość toru: normalnotorowa
- Przeznaczenie linii: towarowa i osobowa